# Jagódki miłości
Jagódki miłości, ros. Ягодка любви, Jagodka lubwi – radziecka, czarno-biała, niema, krótkometrażowa komedia w reżyserii Ołeksandra Dowżenki. Została nakręcona w 1926 roku we Wseukrajinśkim Fotouprawlinniu (Всеукраїнське фотокіноуправління) w Odessie.

## Historia filmu
Film należy do gatunku komedii. Jest jednym z dwóch – wraz z filmem Teczka kuriera dyplomatycznego – najwcześniejszych dzieł Dowżenki. Obraz został nakręcony w 1926 roku w Odessie w wytwórni Wseukrajinśke Fotouprawlinnia. Film trwa 25 minut. Muzyka do niego została skomponowana później. Film został zrekonstruowany w studiu Mosfilm.

## Fabuła
Fryzjer Jean Kołbasiuk dowiaduje się od swojej dziewczyny – Lizy – o nieoczekiwanym pojawieniu się bękarta. Nie jest przygotowany do roli ojca. Próbuje pozbyć się dziecka, podrzucając je przypadkowym obywatelom. Po tym jak Kołbasiuk dowiaduje się o tym, że sąd przyznał Lizie alimenty, fryzjer obiecuje zostać wzorowym ojcem. Jednak jeszcze przed tą deklaracją oddał już komuś dziecko i musi je teraz odnaleźć. Po zawarciu małżeństwa Liza opowiada Kołbasiukowi, że dziecko pożyczyła od ciotki, aby nakłonić Jeana do ślubu.

## Obsada filmu
- Marjan Kruszelnicki (Марьян Крушельницкий) – Jean Kołbasiuk
- Margarita Barska (Маргарита Барская) – Liza
- Dmitrij Kapka (Дмитрий Капка) – zarządca
- Iwan Zamyczkowski (Иван Замычковский) – grubas
- Władimir Lisowski (Владимир Лисовский) – staruszek
- Igor Ziemgano (Игорь Земгано) – fotograf
- Nikołaj Nadiemski (Николай Надемский) – sprzedawca
- Leonid Czembarski (Леонид Чембарский) – dandys
- Afanasij Biełow (Афанасий Белов) – klient

## Twórcy filmu
- Ołeksandr Dowżenko – scenarzysta i reżyser
- Daniił Diemucki (Даниил Демуцкий) – zdjęcia
- Joseph Rona – zdjęcia
- Iwan Suworow (Иван Суворов) – scenografia
- Rostisław Bojko (Ростислав Бойко) – muzyka